# 银钱贸易
银钱贸易，或称藏尼银钱贸易、中尼银钱贸易，是指16世纪至18世纪间西藏与尼泊尔多个政权之间以白银换银币的特殊贸易，贸易的一方是西藏噶厦政权，另一方开始是尼泊尔加德满都谷地尼瓦尔三土邦—巴德冈、加德满都與帕坦，后来是统一尼泊尔的廓尔喀。通过银钱贸易，尼泊尔银币大量流入西藏，成为西藏当时最主要的流通货币，同时也造成了西藏白银的大量外流，最终于乾隆年间被清廷所禁止。

## 历史

### 背景
尼泊尔與西藏接壤，双方有着源远流长的经贸往来历史。两地的货币产生都比较晚，最初的交易都是通过以物易物的方式进行的，尼泊尔最早的货币产生于李查维王朝时期，5世纪末马纳德瓦统治时开始铸造带有其姓名的钱币，16世纪中叶以前，西藏大宗贸易多使用银锭，但并无辅币，实际使用中有使用碎银，也有物物交换的方式。
16世紀至18世紀，西藏经贸吸引的外商，尤以克什米尔人和尼泊尔人居多。在繁荣的对外贸易引来外商的同时，外国货币也流入了西藏，有来自印度、尼泊尔、不丹的银币，来自拉达克的亚乌银币和少量来自英国、葡萄牙、俄罗斯的银币，其中以尼泊尔银币占绝大多数。
西藏地区虽素不产银，但由于清廷对西藏的赏赐、驻藏官员的俸禄、军队的粮饷、对西藏灾区的赈济等都大量使用银锭，西藏与内地的大宗贸易也使用银锭，使西藏地区拥有了相当数量的白银。在内地各省，往往大宗交易用银锭，小额辅以铜钱，但在西藏却有所不同，虽然大宗交易也用银锭，但小额则用碎银。碎银与流入藏区的外国银币相较，无论是携带还是使用都处于明显的劣势，所以银币开始流行。最初尼泊尔银币是在货物的买卖中流入西藏的，后来逐渐演变为西藏用白银购买尼泊尔银币，形成了银钱贸易。

### 三土邦时期

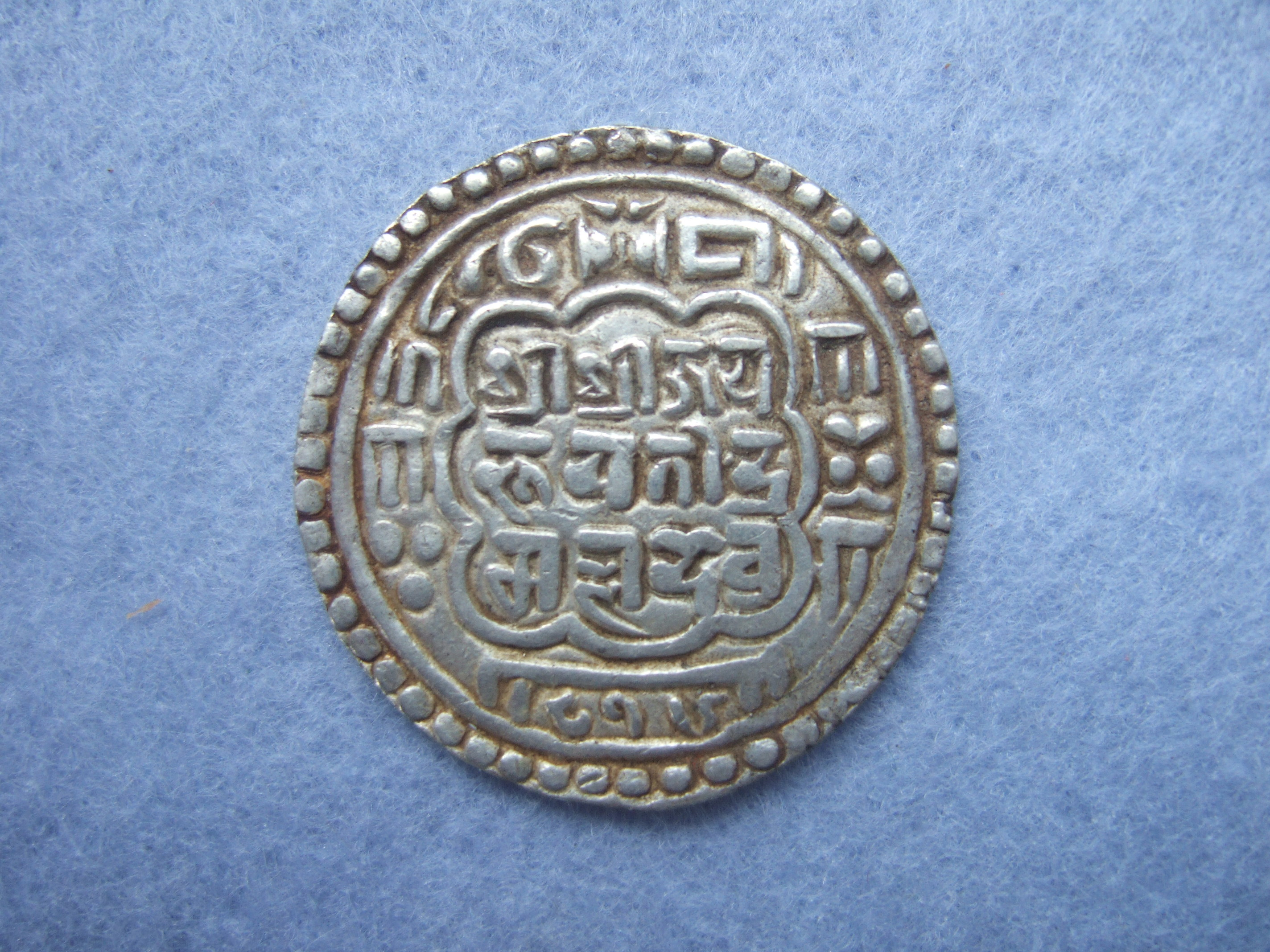
巴德岡國王布帕廷德拉·馬拉鑄造的莫哈爾銀幣

16世纪中叶，西藏的用银制度已经确立，之后藏尼之间官方的银钱贸易逐步形成，最初加德满都土王马亨德拉·马拉或者他的某位继任者:460与西藏缔结了一个加德满都向西藏提供银币并从西藏换回白银的条约，接着巴德冈和帕坦相继参与了进来。其时尼泊尔处于封建割据状态，各个政权不相统属，加德满都、巴德冈和帕坦是马拉王朝在加德满都谷地建立的三个尼瓦尔人国家。在16世纪中叶之前，三土邦都曾使用过莫卧儿银钱。16世纪中叶，莫卧儿准许加德满都土王马亨德拉·马拉铸币，1565年之后，尼泊尔人开始铸造银币:460。
通过银钱贸易流入西藏的尼泊尔银币分为借用币和代铸币两种：借用币是指1640年之前西藏以货物或白银换取的尼泊尔银币，以三土邦仿照莫卧儿货币所铸的坦卡银币为主；而代铸币是指1640年之后先由西藏商人请尼泊尔商人代铸、后由商上直接请尼泊尔驻藏商团代铸的银币。
尼泊尔三土邦一方面利用欧洲与西藏的金银比价差额中获得高额利润，另一方面，又通过铸币搀入铜铅合金获取利润，甚至还通过对银币减色非法牟取暴利。因此对于银钱贸易，尼泊尔要远比西藏迫切。当然银钱贸易的规模得以不断发展，西藏对货币的巨额需求也是关键的因素。根据英國人基尔派特里克的估计，尼泊尔三土邦平均每年约赚十万尼币。

### 廓尔喀时期

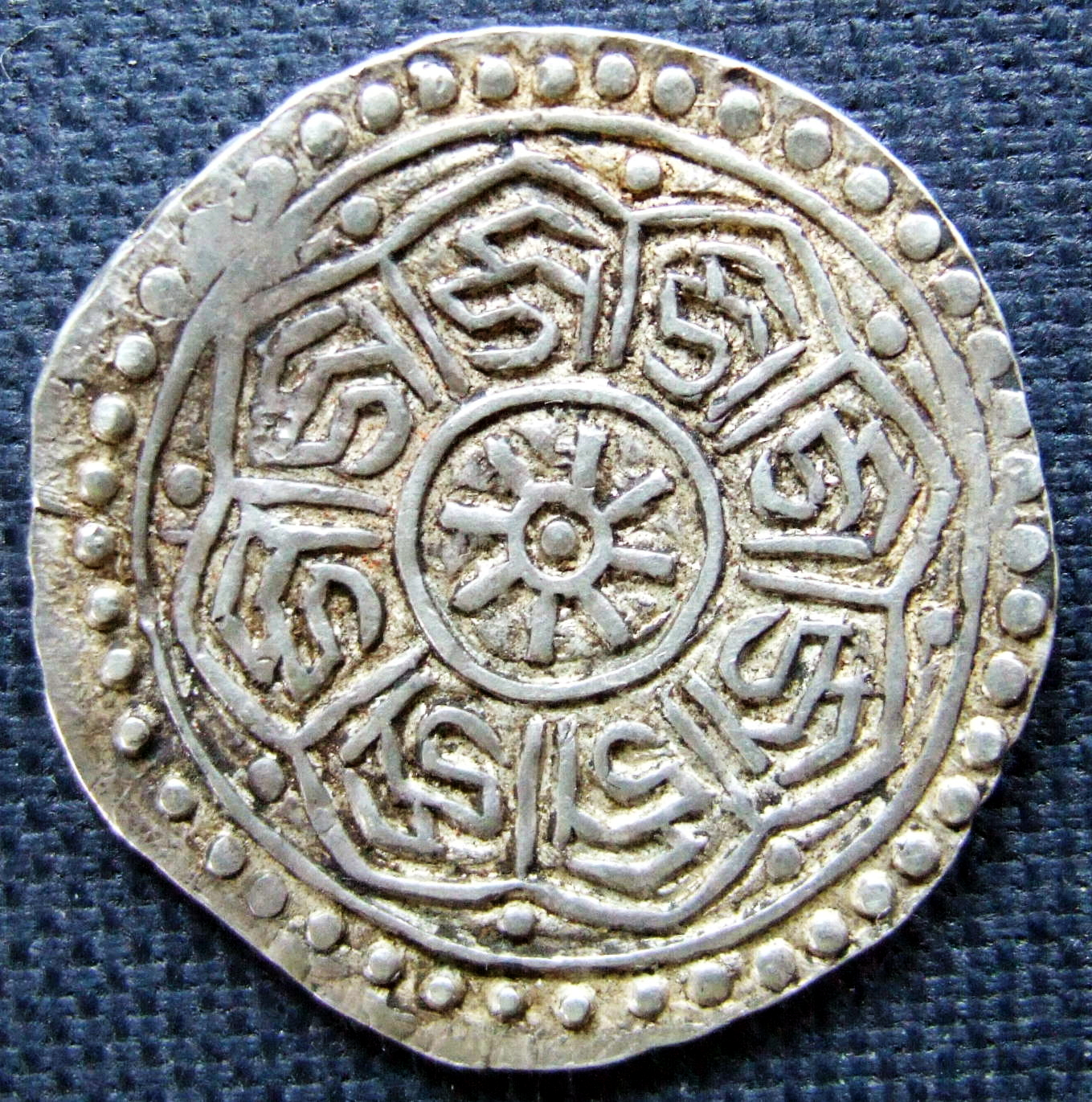
西藏約1763年自铸银币

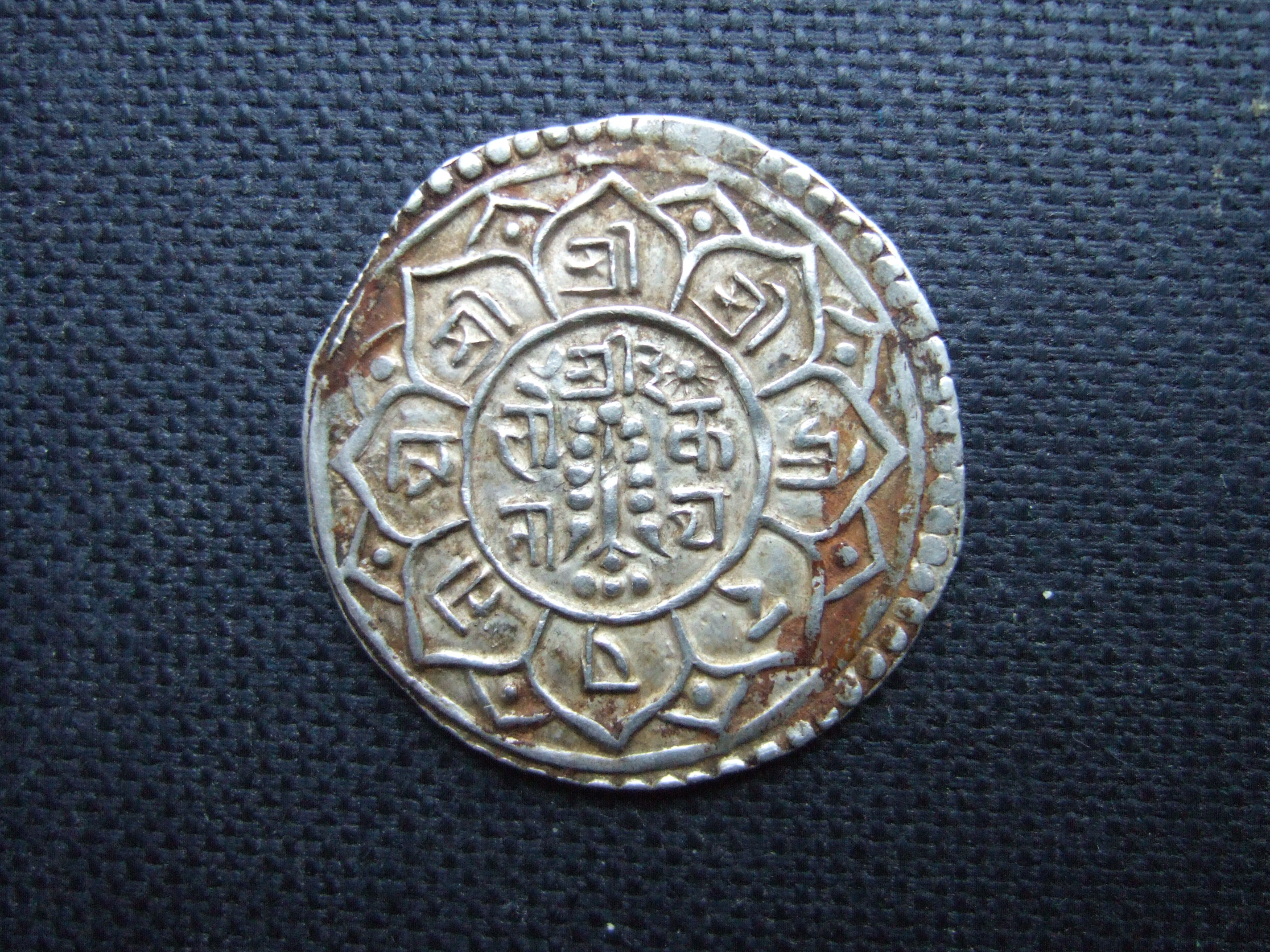
普利特維·纳拉扬·沙阿铸造的莫哈爾银币

乾隆初年，位于加德满都西部的廓尔喀崛起。由于三土邦纷争不已和廓尔喀的连年征讨，西藏和三土邦的银钱贸易在乾隆前中期多次中断。因此，乾隆二十八年（1763年）和二十九年（1764年）西藏曾自铸银币。乾隆三十五年（1769年），廓尔喀第十代君主普利特維·納拉揚·沙阿利用三土邦不和，灭了马拉王朝，建立了沙阿王朝，随后统一了整个尼泊尔。纳拉扬统一尼泊尔后，恢复了与西藏的贸易，并承袭了马拉王朝与西藏所签订的涉及银钱交易协定。
由于与之前三土邦铸造的银币不同，廓尔喀王朝的银币铸有统治者的名字，有悖于西藏人民的风俗习惯和宗教信仰，而且廓尔喀币材成色低，导致西藏拒收廓尔喀银币，廓尔喀被迫将其熔化改铸成新币后。加之私铸伪币、假币充斥市场，扰乱了西藏的金融市场，于是西藏在乾隆五十年（1785年）进行了第二次自铸银币。
乾隆五十三年（1788年），廓尔喀以贸易与边界纠纷为由侵入西藏聂拉木、济咙等地。清廷随即调兵进剿。五十四年，驻藏大臣及噶厦官员私自与廓尔喀议和，允诺向廓尔喀偿银赎地，并向朝廷谎报失地收复，奏凯班师。乾隆五十五年（1790年），廓尔喀派人入藏讨要赎地钱财，噶厦官员借故不与。五十六年夏，廓尔喀再次入侵后藏，攻克聂拉木、济咙、定日、日喀则等城，洗劫了班禅额尔德尼驻锡地札什伦布寺。乾隆皇帝派两广总督福康安、海兰察等领兵入藏增援。九月，乾隆敕令西藏自行铸币，大清官员奉旨在西藏立钱法、设宝藏局，禁用尼泊尔银钱，断绝银钱贸易，西藏第三次自铸币。乾隆五十七年（1792年）五月，清军收复济咙，随后攻入廓尔喀境内，六七月间，清军逼近廓尔喀都城阳布，廓尔喀遣使求和，八月，福康安准许廓尔喀归降，启程返回西藏。廓藏戰爭结束后，福康安等人在西藏开始了全面的币制改革，在西藏铸造发行乾隆宝藏银币，西藏行用尼泊尔银币的历史终结。